# ۵۸۷ (میلادی)
۵۸۷ (میلادی) پانصد و هشتاد و هفتمین سال تقویم میلادی است.

## درگذشتگان
‎